# Tom Tauke

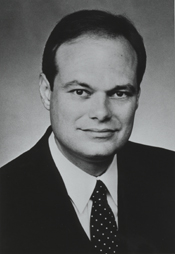

Thomas Joseph Tauke, dit Tom Tauke, né le 11 octobre 1950 à Dubuque (Iowa), est un homme politique américain. Membre du Parti républicain, il est représentant de l'Iowa au Congrès des États-Unis de 1979 à 1991.

## Biographie
Tom Tauke naît et grandit à Dubuque dans l'Iowa. Après un baccalauréat universitaire ès lettres obtenu au Loras College en 1972, il intègre l'université de l'Iowa dont il est diplômé d'un Juris Doctor en 1974. Il est admis la même année au barreau de l'Iowa et commence à exercer la profession d'avocat.
Après avoir présidé le Parti républicain de son comté, il est élu au sein de l'Assemblée générale de l'Iowa. Il sert durant deux mandats, en 1975 et 1977, et représente le 20e district situé dans le comté de Dubuque.
Tauke est élu à la Chambre des représentants des États-Unis en 1978. Il y représente le 2e district de l'Iowa, une circonscription historiquement favorable aux démocrates où il est réélu pendant douze ans. Au Congrès, il préside notamment la commission sur les télécommunications de la Chambre des représentants.
En 1990, Tauke choisit de quitter la Chambre des représentants pour tenter sa chance aux élections sénatoriales américaines de 1990 face au démocrate sortant Tom Harkin. La campagne devient la plus chère de l'histoire de l'Iowa, Harkin dépensant 6 millions de dollars et Tauke dépensant 5 millions. Les sondages donnent cependant une avance confortable au démocrate ; les positions conservatrices de Tauke sur l'avortement — qu'il rejette même en cas de viol ou d'inceste — l'empêchent notamment de convaincre l'électorat modéré. Rassemblant 45,4 % des suffrages, il est battu par Harkin, qui devient le premier sénateur démocrate réélu à l'issue d'un mandat complet en Iowa.
Après sa défaite, Tauke intègre NYNEX qui deviendra par la suite Verizon Communications. Il travaille pour l'entreprise de télécommunications jusqu'à sa retraite en juillet 2013, servant notamment comme vice-président de la société. En raison de ses activités professionnelles, il siège au sein de nombreuses organisations dont le bureau exécutif de la Chambre de commerce des États-Unis et l'Association des télécoms des États-Unis.